# H.J. Whitley
Hobart Johnstone Whitley (né le 7 octobre 1847 à Toronto et mort le 3 juin 1931) plus connu sous le nom de H.J. Whitley et appelé le Père d'Hollywood, était un développeur de biens immobiliers qui a aidé à créer la sous-division d'Hollywood à Los Angeles.